# Hermann Blumenau
Hermann Bruno Otto Blumenau (Hasselfelde, 26 de diciembre de 1819-Brunswick, 30 de octubre de 1899), fue un farmacéutico alemán quien fundó la ciudad de Blumenau, situada en el valle del Río Itajaí-Açu en Santa Catarina, Brasil.

## Biografía

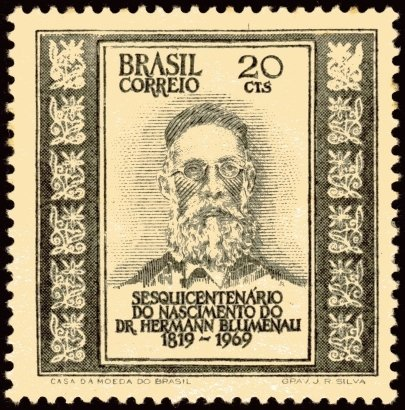
Hermann Blumenau

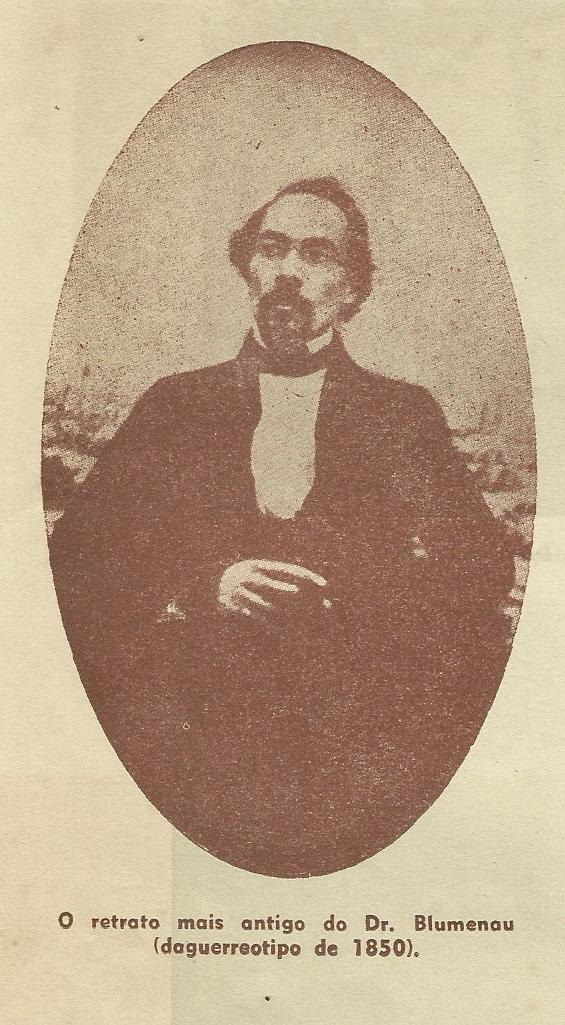
Hermann Blumenau

Nacido en Hasselfelde, Ducado de Brunswick, realizó su estudios en Brunswick, pero se retiró para ser farmacéutico.
Se doctoró en química en la Universidad de Erlangen-Núremberg en 1846. Entre 1846 y 1848 viajó a Brasil como parte de la Sociedad Colonial de Hamburgo, donde adquirió 200 km² de bosque en Santa Catarina. Tras dos años en Alemania, regresó a Brasil en 1850 junto a otros 17 colonos y fundó la Colonia de Blumenau.
Blumenau fundó escuelas y hospitales en la nueva ciudad, que para 1880 contaba con 15 000 habitantes, la mayoría descendientes de alemanes.
En 1884 regresó a Brunswick junto a su esposa e hijos, donde falleció el 30 de octubre de 1899.